# An Socach (Glen Cannich)
Der An Socach ist ein 1.069 m (3.507 ft) hoher, als Munro und Marilyn eingestufter Berg in den schottischen Highlands. Sein gälischer Name kann in etwa mit Vorstehender Ort, Der Schnabel oder Die Schnauze übersetzt werden. Der Berg liegt rund 20 Kilometer westlich von Cannich.
Er ist Teil einer sich in Ost-West-Richtung erstreckenden Bergkette zwischen dem südlich gelegenen Loch Mullardoch und dem nördlich im Glen Strathfarrar liegenden Loch Monar, die insgesamt vier Munros aufweist. Der An Socach ist der dritthöchste Munro der Kette nach den östlich benachbarten,  1.129 m (3.704 ft) hohen An Riabhachan und dem Sgùrr na Lapaich mit 1.150 m (3.773 ft) m Höhe. Durch den Sattel Bealach a’ Bholla mit etwa 860 m Höhe ist er vom An Riabhachan getrennt. Gemeinsam mit seinen Nachbarn überragt der An Socach das Nordufer von Loch Mullardoch. Er besitzt einen langgestreckten, massigen Aufbau mit einem breiten Gipfelgrat, der in Form eines Halbkreises in etwa von Süden nach Nordosten verläuft und nach fast allen Seiten mit breiten grasigen Flanken abfällt. Lediglich die durch den Gipfelgrat umfasste Südostseite mit dem Coire Mhàim ist im oberen Bereich teils felsdurchsetzt mit ein paar kleineren Bergseen. In den zum Loch Mullardoch führenden tieferen Lagen ist das Kar jedoch sumpfig und feucht. Der höchste Punkt des An Socach ist durch eine trigonometrische Säule gekennzeichnet. Vom Gipfelplateau gehen insgesamt vier Grate aus. Zwei längere Grate verlaufen in Richtung Südwesten und Südosten. Der Südwestgrat wendet sich bald nach Süden und endet im 732 m hohen Vorgipfel Meall Shuas, der Südostgrat endet oberhalb des Nordufers von Loch Mullardoch. Ein kurzer Grat führt nach Norden in das Coire Ghorm Mòr, der Ostgrat führt zum Bealach a’ Bholla und weiter zum An Riabhachan.

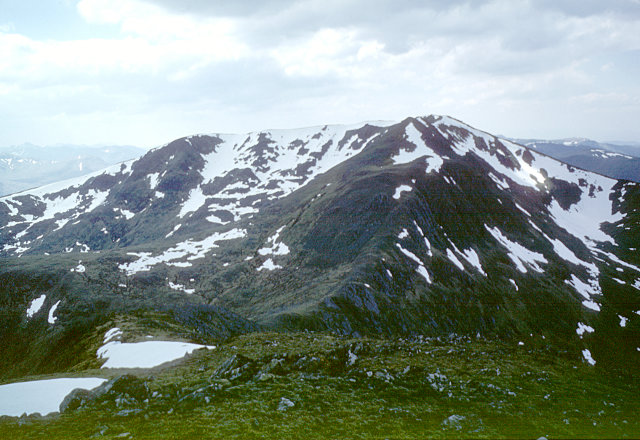
Blick vom östlich benachbarten An Riabhachan über den Bealach a’ Bholla zum Massiv des An Socach
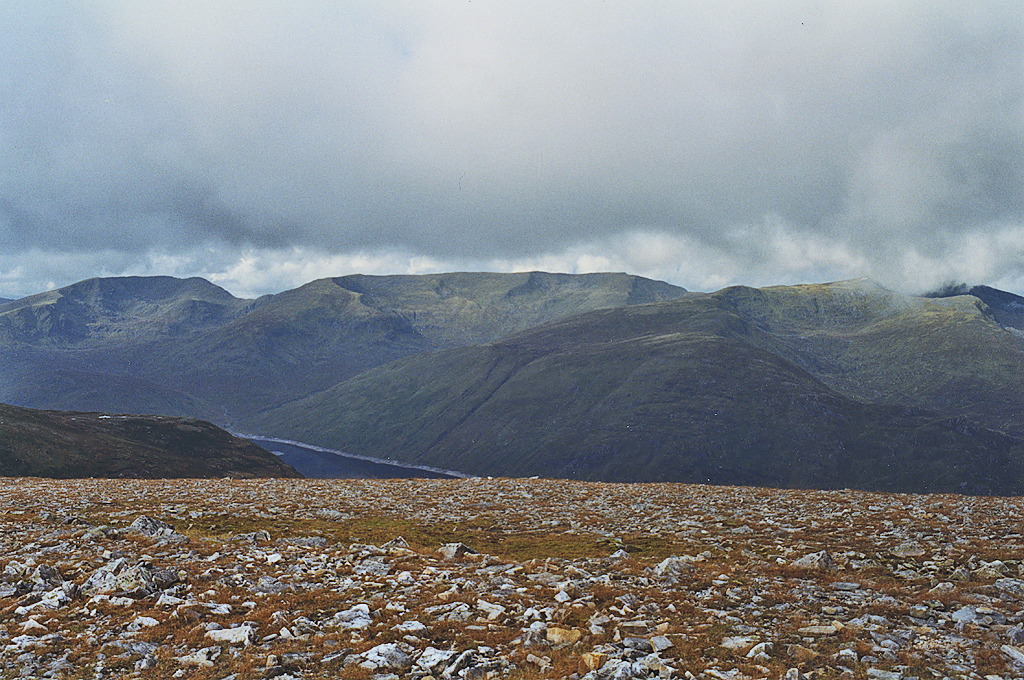
Blick vom südlich von Loch Mullardoch liegenden Toll Creagach nach Norden auf An Socach (links), An Riabhachan (Mitte) und Sgùrr na Lapaich (rechts)
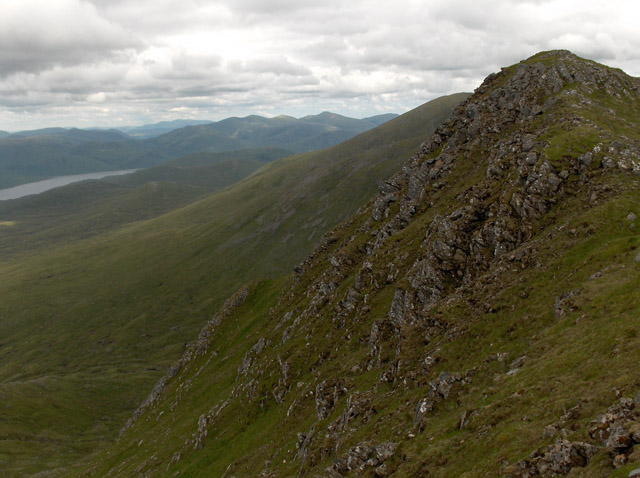
Blick vom Gipfelgrat nach Nordosten, rechts der Ostgipfel, links im Hintergrund Loch Monar
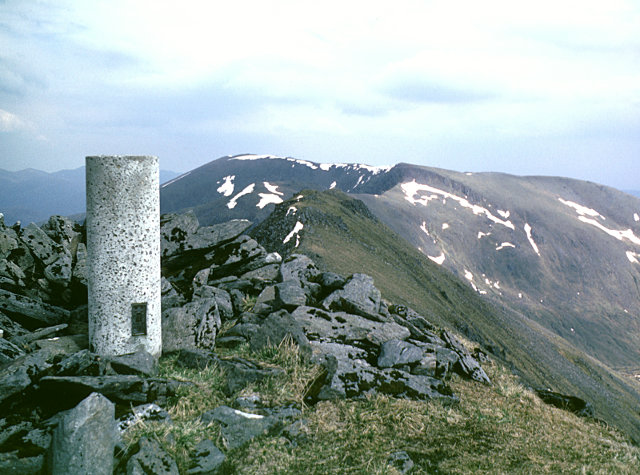
Die trigonometrische Säule auf dem Gipfel des An Socach, im Hintergrund der An Riabhachan

Aufgrund seiner Lage in einer unbesiedelten Berglandschaft weitab öffentlicher Straßen ist der An Socach nur mit langen Anmärschen erreichbar. Die meisten Munro-Bagger wählen das Ende der schmalen, von Cannich kommenden Straße an der Staumauer von Loch Mullardoch als Ausgangspunkt und besteigen den Berg gemeinsam mit dem An Riabhachan oder im Zuge einer Rundtour über alle vier Munros der Bergkette. Der Zustieg direkt zum An Socach führt entlang des Nordufers von Loch Mullardoch zum Coire Mhàim und über den Südostgrat zum Gipfel. Alternativ kann er von Osten über den Verbindungsgrat vom An Riabhachan erreicht werden. Aus dem nördlich liegenden Glen Strathfarrar ist der An Socach ebenfalls erreichbar. Ausgangspunkt ist hier das Straßenende östlich von Loch Monar, der Zustieg führt über den An Riabhachan oder direkt über das Coire Ghorm Mòr und den Nordgrat. Ein weiterer möglicher Ausgangspunkt ist die kleine Ortschaft Killilan in Kintail, westlich der Bergkette.